# 이스턴 드릴링
이스턴 드릴링은 노르웨이의 해양 플랜트 운영 회사이다. 본사는 그림스타드에 위치한다. 삼성중공업에 반잠수식 시추선을 주문했으며 인도일은 2008년이다. 2006년 9월 기준으로 이스턴 드릴링의 최대주주는 시드릴이다(60.43%).